# Вольфрамат лития
Вольфрамат лития — неорганическое соединение,
соль лития и вольфрамовой кислоты с формулой Li2WO4,
бесцветные кристаллы,
растворяется в воде.

## Физические свойства
Вольфрамат лития образует бесцветные кристаллы нескольких модификаций:
- тригональная сингония, пространственная группа R 3, параметры ячейки a = 1,420 нм, c = 0,932 нм, Z = 18;
- моноклинная сингония, пространственная группа C 2/c, параметры ячейки a = 0,9753 нм, b = 0,5954 нм, c = 0,4994 нм, β = 90,58°, Z = 4, плотность 6,00 г/см³ [1];
- тетрагональная сингония, пространственная группа P 42/mnm, параметры ячейки a = 0,41898 нм, c = 0,26694 нм, Z = 2 [2].

Растворяется в воде.

## См.также
Вольфрамовая кислота